# 時計回り・反時計回り

時計回り（clockwise) と反時計回り（counterclockwise）

時計回り（とけいまわり、英: clockwise）、反時計回り（はんとけいまわり、英: anticlockwise, 米: counterclockwise）とは、時計の針の動きを基準として、平面内の回転の向きや、周回経路を移動・回る方向を区別する呼び方を言う。その平面をどちらの半空間側から観察しているかに基づく表現である。

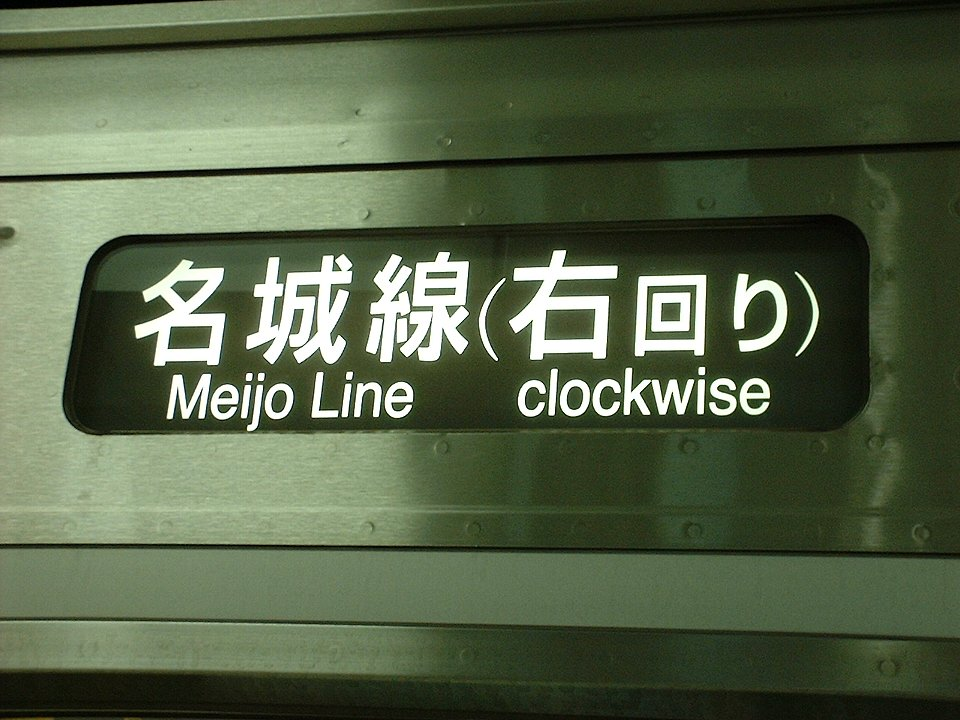
環状線の名古屋市営地下鉄名城線では「右回り（clockwise）」「左回り（counterclockwise）」という表現を進行方向の案内に使用している。

日本では、時計回りを右回り（みぎまわり）、反時計回りを左回り（ひだりまわり）とも言う。また自動車や列車においては、日本では車両は原則左側通行のため、時計回りを外回り、反時計回りを内回りと呼ぶこともある（東京の環状線の鉄道・山手線などではこの方法が採用されている）。

## 概要
時計回りとは、アナログ時計の針が進む方向と同じ方向、すなわち上→右→下→左、もしくは北→東→南→西の順に回転することである。ひらがなの「の」の字に回すとも表現される。反時計回りとは、時計回りの反対の方向、すなわち上→左→下→右、もしくは北→西→南→東の順に回転することである。
「時計回り」という呼び方は、北回帰線より北で発明された日時計の影の回り方向が通常の機械式の時計盤でも採用されていることに基づく。
右回り・左回りを判断するときは、上記の時計回り・反時計回りとの照らし合わせのほか、ある地点の進行方向から見て左と右のどちらに向きを変えながら回転するか、および進行方向から見て中心点がどちら側にあるかを想像すると非常にわかりやすい。

時計回り（clockwise) と反時計回り（counterclockwise）

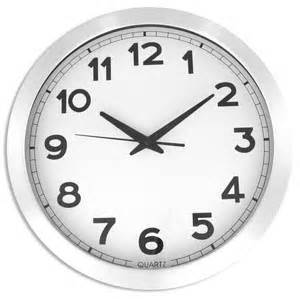
アナログ時計で針が回る方向が時計回り（右回り）

## 定義
回転方向の時計・反時計回りの区別は、どちらの半空間側からその回転面（回転運動を射影した面）を観察しているか（どちら側の面が表か）を基にした表し方である。すなわち回転面を定め、観察側の面上に右手系のXY座標系を定めると、{\displaystyle \left(x,\,y\right)=\left(\cos \theta ,\,\sin \theta \right)}は {\displaystyle \theta } の増加に従って、反時計回り回転となる。
なお、方向ベクトル（回転軸）を基にして回転方向を表す言い方は、「右手・左手」回りと言う。

## 数学
右手系平面座標系が標準であり、平面角は反時計回りが正の向きとなる。
線素{\displaystyle \Delta s}を反時計周りに足し合わせることを次のように書く。
{\displaystyle \sum _{ccw}\Delta s}

## 測量や航法などの分野
標準では左手系を用い、方位角は時計回りが正の向きとなる。

## CW/CCW
ダンス用語や機械用語などでは時計回りをCW（英語のclockwiseの略）と言い、反時計回りのことをCCW（英語の counterclockwise の略）、もしくはACW（英語のanticlockwiseの略）と言う。

## 利用
一般に、ねじ、ボルトや瓶などのキャップは、時計回りに回すとしまり（手前から奥へ進み）、反時計回りに回すとゆるむように作られている。ねじ・ボルトが時計回りでしまるのは、多数派である右ききの場合、時計回りの方が力が入りやすいからである。そのため、一部のガス管では、しめる時に力を入れすぎて亀裂が入るのを防ぐために逆向きになっている。また自転車のペダルも右側は時計回りで締まり、左側は反時計回りで締まるが、これは漕いでいる間にペダルが緩んで外れるのを防ぐためである。

## 例
- 陸上競技のトラック種目では、反時計回りが採用されている。
  - オリンピックでは1908年の第4回ロンドンオリンピックから反時計回りが採用されており、1912年に設立された国際陸上競技連盟ではルールとしても反時計回りが採用され、改正されることなく現代に至る。
  - 日本においては、日本陸上競技連盟が定めた「日本陸上競技連盟競技規則 第3部トラック競技 第163条レース」においてトラックにおける進行方向は、左手が内側になるようにと明記されている[1]。
- 野球・ソフトボールの走者は反時計回りに走る。
- 日本では車両は左側通行のため、普通内回りが反時計回り、外回りが時計回りである。
- ラウンドアバウト（環状交差点）は右側通行の場合は反時計回り、左側通行の場合は時計回りで通過する。

## 文字コード
| 記号 | Unicode | JIS X 0213 | 文字参照         | 名称                            |
| ---- | ------- | ---------- | ---------------- | ------------------------------- |
| ↺    | U+21BA  | -          | &#x21BA; &#8634; | ANTICLOCKWISE OPEN CIRCLE ARROW |
| ↻    | U+21BB  | -          | &#x21BB; &#8635; | CLOCKWISE OPEN CIRCLE ARROW     |